# Merry-Go-Round
Pour plus de détails, voir Fiche technique et Distribution.
Merry-Go-Round est un   film français réalisé par Jacques Rivette, sorti en 1981.

## Synopsis
Deux jeunes gens se rencontrent dans un hôtel de l'aéroport de Roissy, car ils ont reçu un télégramme de la même Élisabeth qui les a conviés à un mystérieux rendez-vous. Élisabeth est leur seul point commun  : Léo est la sœur cadette d'Élisabeth tandis que l'Américain Ben est l'un de ses amis. Élisabeth n'apparaissant pas, le couple part à sa recherche et la retrouve au moment où elle se fait enlever. Leur enquête les mène sur la piste du père étrangement disparu des deux femmes, David Hoffman, accusé d'escroquerie et qu'on a dit mort alors qu'il a assuré l'éducation de ses filles sans qu'elles ne le voient jamais. Élisabeth ne croit pas qu'il soit mort, mais que sa disparition est étroitement liée à celle d'un million de dollars illégalement empochés. Léo et Ben découvrent la clé de l'énigme à l'issue de leur enquête-poursuite semée d'embûches. 

## Thème et contexte
Jacques Rivette : « On a construit un début d'histoire comme ça avec le père qui a disparu, mais en se disant, c'est un prétexte pour amener le couple Marie et Joe à faire connaissance. J'aimerais bien cette idée : deux personnes qui se réunissent parce qu'une troisième, qui leur a donné rendez-vous, n'est pas là. Ils sont donc obligés de faire connaissance comme ça... »

## Fiche technique
- Titre original : Merry-Go-Round
- Titre alternatif : L'Engrenage[2]
- Réalisation : Jacques Rivette
- Scénario : Eduardo de Gregorio, Jacques Rivette, Suzanne Schiffman
- Dialogues : Eduardo de Gregorio
- Photographie : William Lubtchansky
- Son : Pierre Gamet, Bernard Chaumeil, Henri Roux, Patricia Noïa
- Montage : Nicole Lubtchansky, Catherine Quesemand
- Musique : Barre Phillips, John Surman
- Production : Stéphane Tchalgadjieff
- Sociétés de production : Sunchild Productions (France), INA (France)
- Sociétés de distribution : Gaumont Distribution (France), Les Films de l'Atalante (France), Roissy Films (étranger)
- Pays d'origine :  France
- Tournage : automne 1977
- Langues de tournage : anglais, français
- Format : 35 mm — couleur — monophonique
- Genre : comédie dramatique
- Durée : 160 minutes
- Dates de sortie :
  - Allemagne : 9 octobre 1981
  - France : 6 avril 1983
- (fr) Classifications CNC : tous publics, Art et Essai (visa d'exploitation no 44281 délivré le 21 mars 1983)

## Distribution
- Maria Schneider : Léo
- Joe Dallesandro : Ben
- Danièle Gégauff : Élisabeth
- Sylvie Meyer : Shirley
- Françoise Prévost : Renée Novick
- Maurice Garrel : Julius Danvers
- Michel Berto : Jérôme
- Dominique Erlanger : la secrétaire
- Frédéric Mitterrand : le conseil
- Jean-François Stévenin : le décorateur
- Pascale Dauman : l'infirmière
- Marc Labrousse : le premier complice
- Jean Hernandez : le deuxième complice
- Benjamin Legrand : le chauffeur
- Florence Bernard : la femme du cimetière
- Hermine Karagheuz : l'autre